# Červená, bílá a královsky modrá (film)
Červená, bílá a královsky modrá (originálním názvem Red, White & Royal Blue) je americká romantická komedie. Její předlohou se stal stejnojmenný román Red, White & Royal Blue od americké spisovatelky Casey McQuiston, kterou sama vydala roku 2019. Film režíroval americký režisér Matthew Lopez.
Film měl předpremiéru 22. července 2023 v londýnském biografu BFI IMAX a 11. srpna 2023 byl film zpřístupněn na streamovací platformě Amazon Prime Video.

## Děj
Příběh vypráví z počátku velice komplikovaný vztah mezi dvěma mladíky z odlišných světů: Alexe Claremonta Diaze, volnomyšlenkářského syna americké prezidentky, a Henryho, britského královského prince. Alex se objeví na svatbě Henryho bratra a má zde zastupovat americkou diplomacii, jenomže se zde opije a omylem shodí dort na sebe a Henryho. Pro matku, která usiluje o znovuzvolení americkou prezidentnkou, je toto jen další negativní jev pro její probíhající volební kampaň.
Alex je proto poslán do Anglie, aby zde udobřil svůj vztah s princem Henrym. Ovšem mezi muži se časem rozvine jejich nepřátelství přímo v lásku, kterou si oba velmi užívají. 

## Obsazení
| Taylor Zakhar Perez | Alex Claremont-Diaz, syn americké prezidentky       |
| Nicholas Galitzine  | Princ Henry                                         |
| Clifton Collins Jr. | Oscar Diaz, otec Alexe                              |
| Sarah Shahi         | Zahra Bankston, prezidentčina asistentka            |
| Rachel Hilson       | Nora Holleran, Alexova nejlepší kamarádka           |
| Stephen Fry         | Král Jakub III., dědeček Henryho                    |
| Uma Thurman         | Ellen Claremont, matka Alexe a americká prezidentka |
| Ellie Bamber        | Princezna Bearice, sestra Henryho                   |
| Thomas Flynn        | Princ Filip, bratr Henryho                          |
| Sharon D. Clarke    | britská premiérka                                   |